# Пелецифора мокрицевидная
Пелецифора мокрицевидная (лат. Pelecyphora aselliformis) — вид кактусов рода Пелецифора. Местные названия — Hatchet cactus, Little peyote, Peyotillo, Woodlouse cactus. Кактусы шаровидные со слегка сплющенными стеблями. Их диаметр — 2-5 см. Высота туберкул 2-4 мм, их длина — 5-9 мм, ширина — 1-2,5 мм. Иголок 40-60, они жёсткие и образуют характерные «гребешки»: при этом создаётся впечатление, что щетинистые колючки как бы расчёсаны на две стороны.Ареолы с белым «войлоком», по мере приближения к вершине они образуют сплошное войлочное покрытие. Кактус содержит млечный сок. Диаметр сиренево-лиловых цветков 1,3-2,3 см. Ареал — территория плоских равнин в Сан-Луис-Потоси (Мексика). Представители вида встречаются на высотах до 1850 м над уровнем моря.